# Scott Baird
Scott Kirby Baird (Bemidji, 7 maggio 1951) è un giocatore di curling statunitense.
A quasi 55 anni è stato il più anziano partecipante ad un'edizione dei Giochi olimpici invernali (Torino 2006) e di conseguenza anche il più anziano medagliato, dato che la nazionale USA ha concluso al terzo posto (in realtà Baird era la riserva dello skip (caposquadra) Pete Fenson e non fu mai schierato). 
Da titolare, Baird aveva guidato la nazionale statunitense in tre mondiali (1979, 1993 e 1994), ed aveva conquistato un bronzo nel 1993. A queste tre presenze se ne aggiungono altre due (2003 e 2005) da alternate di Fenson.
Nel 2003 è stato lo skip del team statunitense che si è aggiudicato l'argento nel campionato mondiale senior di curling.